# Sác-lô
Sác-lô (tiếng Pháp: Charlot) là một nhân vật hư cấu được sáng tạo bởi cố diễn viên nổi tiếng người Anh Charlie Chaplin. Trong tiếng Anh, nhân vật này được đặt tên là The Tramp (gã lang thang). Trong tiếng Pháp, tiếng Tây Ban Nha và một số ngôn ngữ khác, nhân vật này được gọi là Charlot. Trong tiếng Việt, các tên gọi Sác-lô hay Sạc-lô đều được phiên âm từ tiếng Pháp.

## Khái quát

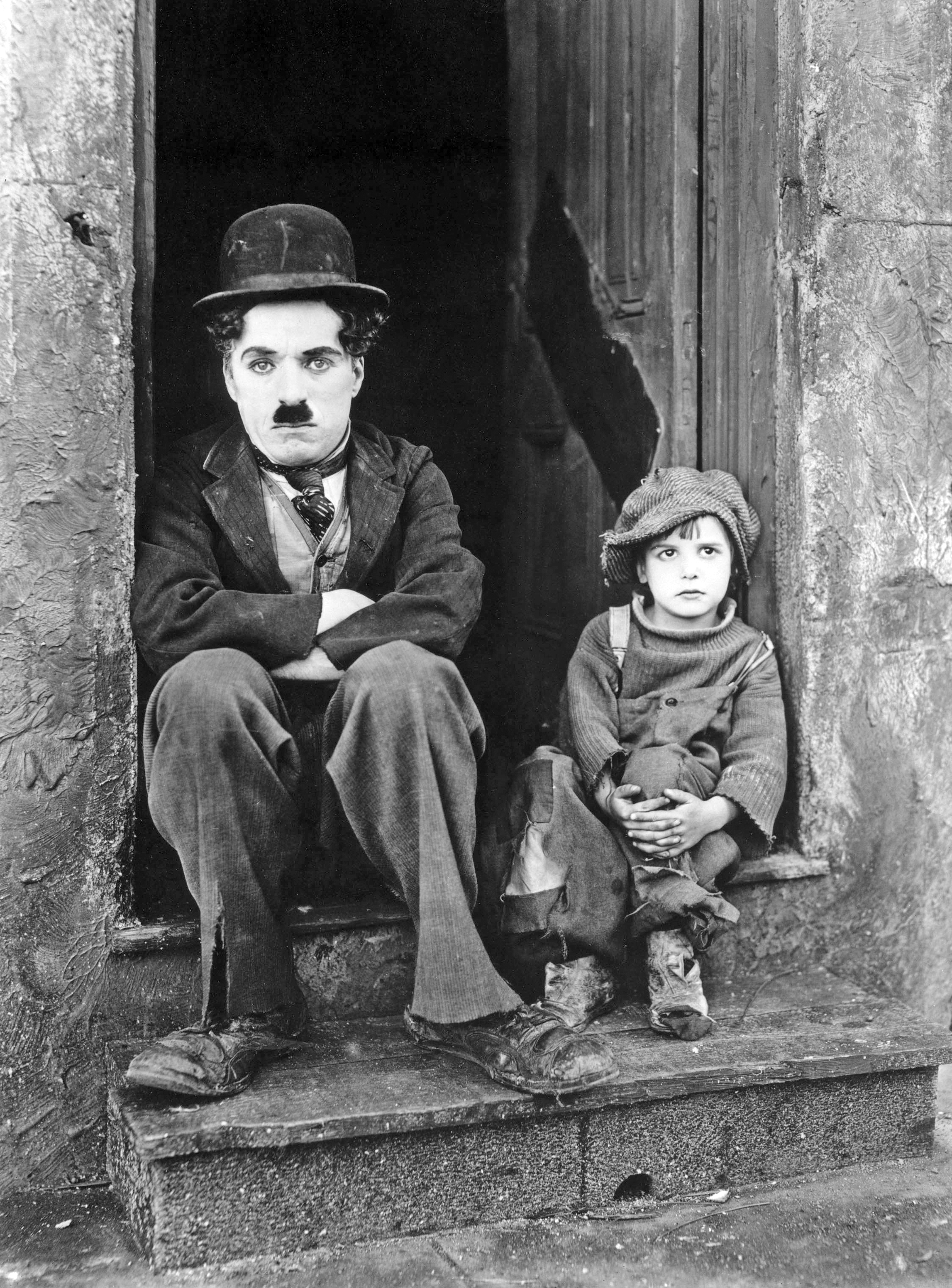
Charlie Chaplin và Jackie Coogan trong bộ phim "The Kid" (năm 1921).

Sác-lô là vai diễn kinh điển nhất của Charlie Chaplin và là một biểu tượng của điện ảnh thế giới trong thời kỳ phim câm. "Sác-lô" (tựa gốc tiếng Anh: "The Tramp") cũng là tựa đề của một bộ phim do Chaplin sản xuất và xuất bản vào năm 1915.
Sác-lô được miêu tả bởi Charlie Chaplin, là một người vô gia cư, tính tình như trẻ con, vụng về nhưng nói chung là một người tốt bụng, cố gắng tỏ ra mình là một quý ông bất chấp địa vị xã hội thực sự của anh ta. Sác-lô thường xuất hiện với ngoại hình nhỏ bé với tướng đi quát rộng chân, khoác trên mình chiếc áo vét chật nứt bó sát người, với cái quần rộng thùng thình và đôi giày to quá khổ, trên đầu đội cái mũ quả dưa bé tí, tay thì hay cầm một cây gậy ba-toong bằng tre và anh ta có một bộ ria mép như bàn chải đánh răng.
Với thân phận là một người vô gia cư nghèo khổ, Sác-lô phải thường xuyên đấu tranh để sinh tồn, anh ta sử dụng sự xảo quyệt và tinh ranh của mình để tranh giành lấy những thứ cần có cho sự sống của anh ta cũng như để thoát khỏi những nhân vật khác đe dọa đến anh ta. Sác-lô rất tử tế và đồng cảm với những người phụ nữ có số phận bấp bênh và anh thường đem lòng yêu họ.
Không phải trong bộ phim nào Sác-lô cũng được miêu tả là một người vô gia cư, như trong phim "The Kid" (tạm dịch: "Đứa trẻ") sản xuất năm 1921 của Chaplin, Sác-lô sống trong một căn phòng gác mái và trong phim "Sunnyside" sản xuất năm 1919 của Chaplin, Sác-lô sống và làm việc trong một phòng trọ.

## Lịch sử

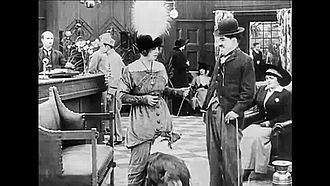
Sác-lô trong bộ phim "Mabel's Strange Predicament".

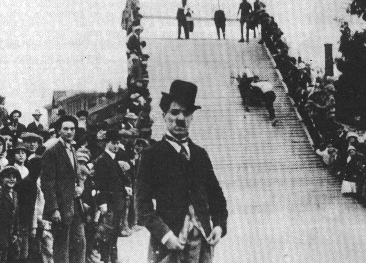
Sác-lô ra mắt trước công chúng đầu tiên trong phim "Kid Auto Races at Venice" (năm 1914).

Nhân vật Sác-lô ban đầu được tạo ra một cách tình cờ khi Charlie Chaplin lúc này đang làm việc tại Keystone Studios của Mack Sennett, trong khi đang hóa trang cho nhân vật của mình trong bộ phim ngắn "Mabel's Strange Predicament" (tạm dịch "Dự đoán kỳ lạ của Mabel") do Mabel Normand và Chaplin đóng vai chính. Trong một cuộc phỏng vấn năm 1933, Chaplin đã giải thích cách ông sáng tạo ra diện mạo của Sác-lô:
"Một bối cảnh khách sạn được xây dựng để quay bộ phim "Dự đoán kỳ lạ của Mabel" và tôi đã được bảo trang điểm sao cho nhân vật của mình trở nên vui vẻ. Lần này tôi đến tủ quần áo và có được một chiếc quần baggy, áo khoác bó sát, một chiếc mũ quả dưa nhỏ và một đôi giày lớn. Tôi muốn quần áo phải là một khối mâu thuẫn và tôi biết rằng hình ảnh của nhân vật sẽ được phác họa sống động trên màn hình. Để điểm thêm một chút nét hài hước, tôi đeo một bộ ria mép nhỏ nhưng nó sẽ không che đi biểu cảm của tôi. Sự xuất hiện của tôi nhận được sự hưởng ứng nhiệt tình từ mọi người, kể cả ông Sennett. Bộ quần áo dường như thấm nhuần tinh thần của nhân vật. Anh ta thực sự đã trở thành một người đàn ông có tâm hồn, có suy nghĩ. Tôi xác định với ông Sennett tính cách của nhân vật. Anh ta mang trong mình một bầu không khí nghèo đói một cách lãng mạn, anh ta mãi mãi tìm kiếm sự lãng mạn, nhưng đôi chân của anh ta sẽ không để anh ta thực hiện điều đó".
Nhiều người nhầm lẫn Sác-lô xuất hiện lần đầu trên màn ảnh trong bộ phim "Kid Auto Races at Venice" (phát hành ngày 7 tháng 2 năm 1914) nhưng thực ra Sác-lô đã xuất hiện trước đó trong bộ phim "Dự đoán kỳ lạ của Mabel" (phát hành ngày 9 tháng 2 năm 1914), tức là bộ phim được quay trước đó nhưng lại phát hành muộn hơn, đồng nghĩa với việc bộ phim "Kid Auto Races at Venice" là bộ phim thứ hai nhân vật Sác-lô xuất hiện và là bộ phim đầu tiên mà Sác-lô ra mắt trước công chúng. Chaplin với nhân vật Sác-lô nhanh chóng trở thành ngôi sao nổi tiếng nhất trong công ty Keystone Studio của đạo diễn Mack Sennett. Chaplin tiếp tục diễn vai Sác-lô trong nhiều bộ phim ngắn sau đó và tiếp theo đó là những bộ phim thời lượng dài (thời gian này Chaplin vẫn tham gia một số ít bộ phim không có nhân vật Sác-lô).
Sác-lô trở nên nổi tiếng toàn thế giới, gắn liền với kỷ nguyên phim câm và được công nhận là một nhân vật quốc tế. Khi kỷ nguyên phim có tiếng bắt đầu vào cuối những năm 1920, Chaplin đã từ chối sản xuất phim có tiếng cho Sác-lô, hẳn một phần là do ông xác định rằng Sác-lô là một người Mỹ trong khi đó bản thân của ông lại có giọng Anh mạnh mẽ, rõ ràng. Trong bộ phim "Modern Times" (tạm dịch: "Thời đại Tân kỳ") phát hành năm 1936 của Chaplin là bộ phim đầu tiên công chúng nghe được giọng nói của Sác-lô, trong đó Sác-lô đã hát một bài hát vô nghĩa có nguồn gốc Pháp/Ý. Dù Sác-lô cuối cùng cũng đã lên tiếng nhưng nó vẫn không làm mờ nhạt đi mối liên hệ giữa anh ta với kỷ nguyên phim câm.
Trong bộ phim "The Great Dictator" (tạm dịch: "Nhà độc tài vĩ đại") phát hành năm 1940 của Chaplin, ông đã đóng một vai kép, vừa là một nhà độc tài dựa trên Adolf Hitler, vừa là một anh thợ cắt tóc người Do Thái. Dù Chaplin đã tuyên bố anh thợ cắt tóc ấy không phải là Sác-lô nhưng trong phim ông xây dựng nhân vật này có ngoại hình chung giống với Sác-lô và có giọng nói (chính là giọng Anh của Chaplin).
Năm 1959, khi đang thực hiện "The Chaplin Revue" (tạm dịch: "Chaplin trở lại"), Chaplin có một cuộc phỏng vấn và ông đã nói rằng: "I was wrong to kill him. There was room for the Little Man in the atomic age" (tạm dịch: "Tôi đã sai khi giết anh ta. Có chỗ cho Người đàn ông nhỏ bé ấy trong thời đại này").
Một nghệ sĩ biểu diễn vaudeville tên là Lew Bloom đã tạo ra một nhân vật lang thang tương tự như Sác-lô và đã truyền cảm hứng cho Chaplin. Trong một cuộc phỏng vấn với Daily Herald năm 1957, Chaplin nhớ lại việc được truyền cảm hứng từ các nhân vật lang thang Weary Willie và Tired Tim từ tạp chí truyện tranh Illustrated Chips.

## Đặc điểm chung và tính cách

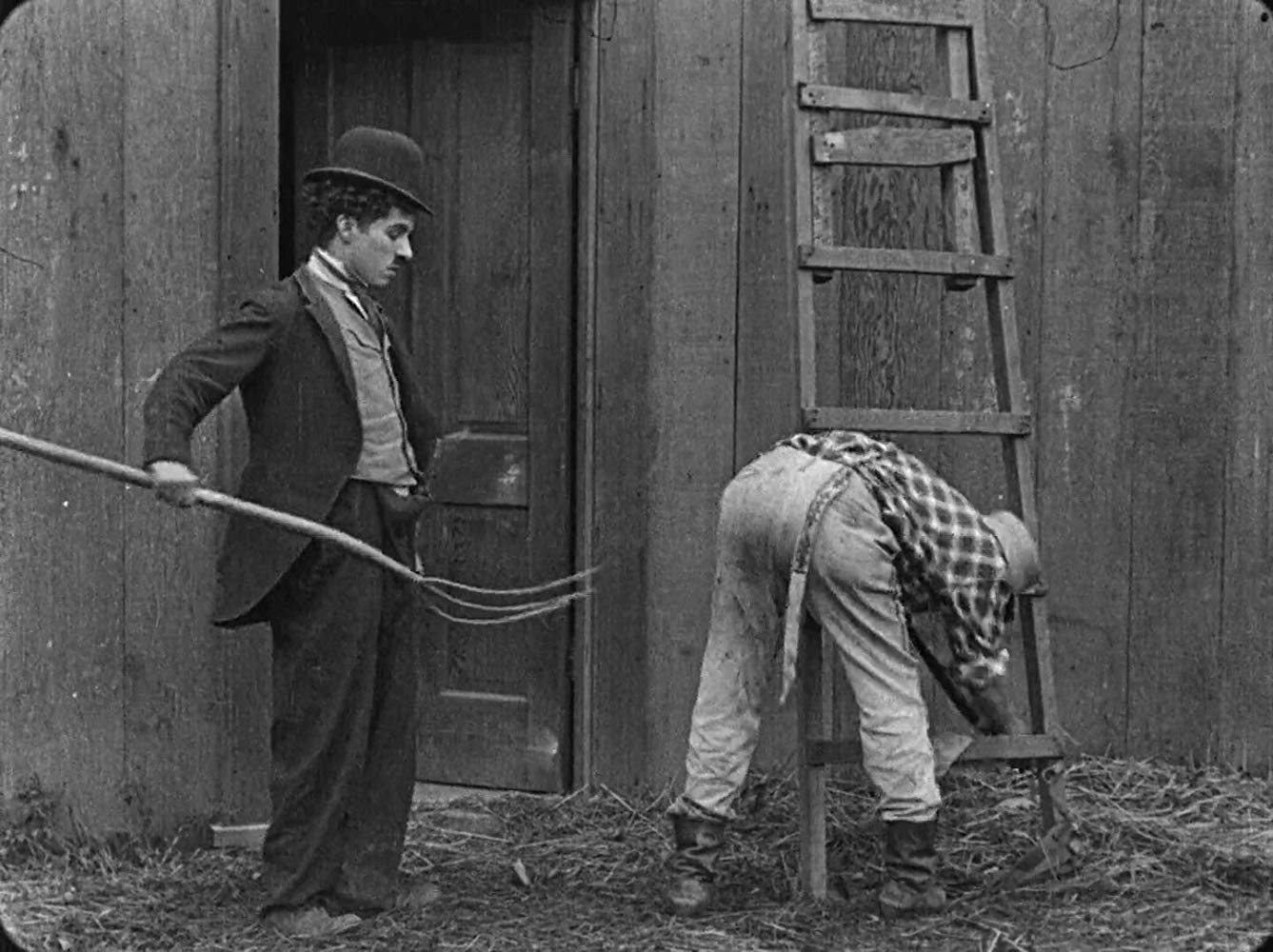
Sác-lô trong bộ phim "The Tramp", bộ phim đánh dấu sự khởi đầu của nhân vật Sác-lô.

Sác-lô là một người vô gia cư, ngoại hình thấp bé, lang thang khắp nơi với bộ quần áo cũ kỹ và rách rưới bao gồm một bộ áo vét chật nứt bó sát người, một chiếc quần rộng thùng thình và mang đôi giày to quá khổ, đầu đội chiếc mũ quả dưa nhỏ, tay cầm gậy ba-toong bằng tre có khả năng đàn hồi tốt. Anh sở hữu bộ ria mép bàn chải đánh răng, tướng đi quát rộng chân hóm hỉnh, có lẽ là do bộ quần áo của anh không được thoải mái.
Sác-lô có tính tình trẻ con, vô tư và lạc quan, luôn cố gắng tỏ ra mình là một quý ông lịch lãm, tử tế. Anh là một người tốt bụng và có trái tim nhân hậu, đồng cảm với những số phận khó khăn. Anh thường rơi vào những hoàn cảnh éo le nhưng với sự nhanh trí của mình, anh thường thoát khỏi những rắc rối đó.
Hai bộ phim sản xuất năm 1915 gồm "The Tramp" và "The Bank" đã khắc họa nên những đặc điểm tính cách của Sác-lô.